# Iheyomytilidicola tridentatus
Iheyomytilidicola tridentatus är en ringmaskart som beskrevs av Michiya Miura och Hashimoto 1996. Iheyomytilidicola tridentatus ingår i släktet Iheyomytilidicola och familjen Nautiliniellidae. Inga underarter finns listade i Catalogue of Life.